# Viaducs de Morez

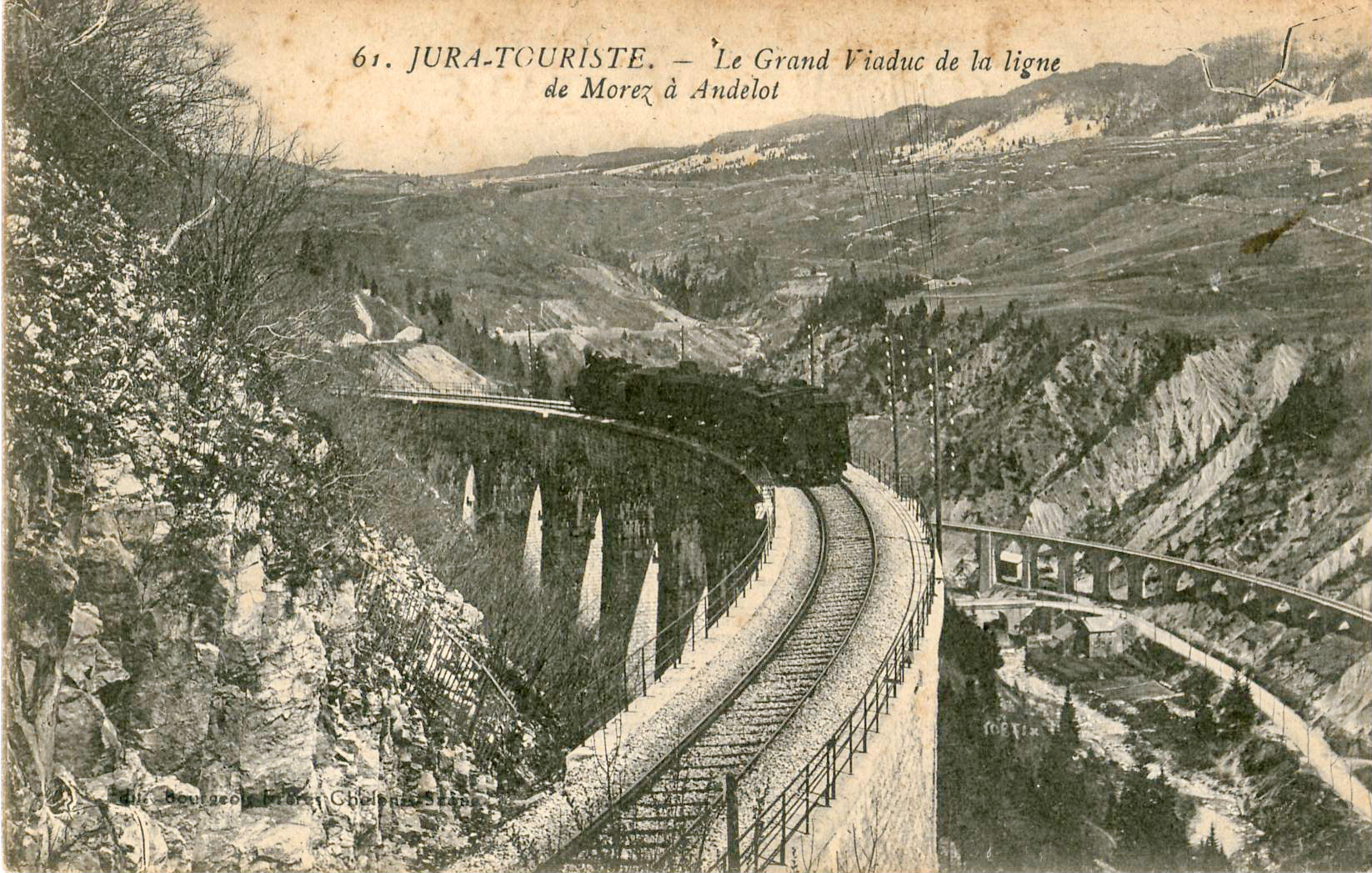
Les viaducs, au tout début du XX.

L'expression couramment utilisée viaducs de Morez s'applique principalement aux deux viaducs des sections de lignes ferroviaires de Morbier à Morez et Morez Saint-Claude (ligne d'Andelot-en-Montagne à La Cluse), dans le département du Jura en Franche-Comté, groupés dans le secteur de Morez et bien visibles depuis la gare ou la ville de Morez.
Le viaduc situé dans le bas de Morez, conçu par Paul Séjourné est le seul à être dénommé viaduc de Morez. Il est situé en sortie de la gare de Morez sur la section de ligne Morez à Saint-Claude. Le second, visible en hauteur, situé entre les gares de Morbier et Morez, accroché au flanc de la falaise du bois des Crottes est dénommé viaduc des Crottes. Ces deux viaducs, les plus visibles, ne sont qu'une partie d'un ensemble des six viaducs et trois tunnels qui furent construits pour relier la gare de Morbier située à 861 m d'altitude à la gare de Morez située à l'altitude de 736 m. La création d'une liaison ferroviaire entre ces deux gares, distantes d'à peine 1500 m à vol d'oiseau,  a nécessité la création d'environ 5600 m de voie ferrée pour franchir un dénivelé de 125 m tout en acceptant une déclivité maximale de 30 mm/m.

## Histoire
Le tronçon entre Champagnole et Morez est inauguré en 1900. Le tronçon de ligne entre Morez et Saint-Claude  est inauguré en 1912.
Entre Morbier et Morez, gares distantes d'à peine 1500 m à vol d'oiseau, cinq viaducs (viaduc de Morbier, viaduc des Crottes, viaduc de Romand, viaduc de l'Évalude et viaduc de la Source) et 3 tunnels sont nécessaires, (tunnel des Crottes, tunnel des Frasses, en fer à cheval et tunnel du Pâturage). La continuation de la ligne de Morez à Saint-Claude, mise en service en 1912 a nécessité la construction, à proximité immédiate de la gare de Morez d'un viaduc, dénommé le viaduc de Morez, pour franchir la vallée de l'Évalude.

## Caractéristiques

### Les six viaducs
Les cinq premiers viaducs sont conçus par l'ingénieur en chef des ponts et chaussées Moron et par l'ingénieur en chef du PLM Moris.
- Le viaduc de Morbier

Ce viaduc a été mis en service en 1900. Situé au PK 44,473 de la ligne, long de 150 m, haut de 13,50 m, il est formé de 10 arches voûtées en berceau plein-cintre de 12 m d'ouverture. Il est construit à flanc de montagne, en courbe de 180 m de rayon et présente une déclivité de 25 mm/m.
- Le viaduc des Crottes

Ce viaduc a été mis en service en 1900. Situé au PK 44,904 de la ligne, long de 165 m, haut de 26 m il est formé de 11 arches voûtées en berceau plein-cintre de 12 m. Il est construit à flanc de montagne, en courbe de 180 m de rayon et présente une déclivité de 25 mm/m.
- Le viaduc de Romand

Ce viaduc a été mis en service en 1900. Long de 92,50 m, haut de 13 m il est formé de 6 arches voûtées en berceau plein-cintre de 12 m et une seule de 6 m ; il enjambe un ravin au PK 47,991. Il est construit en courbe de 180 m de rayon et présente une déclivité de 30 mm/m.
- Le viaduc de l'Évalude

Ce viaduc a été mis en service en 1900. Ce viaduc long de 217 m et haut de 24 m est formé de 17 arches voûtées en berceau plein-cintre, dont 16 arches de 12 m et une seule de 30 m, laquelle franchit le ruisseau de l'Évalude au PK 47,991. Il est construit en courbe et contre-courbe de 250 m de rayon et présente une déclivité de 30 mm/m.
- Le viaduc de la Source

Ce viaduc a été mis en service en 1900. Ce viaduc long de 99 m dont les piles ont été enterrées jusqu'à la naissance des arches est formé de 8 arches de 10 m d'ouverture, voûtées en berceau plein-cintre sauf une. L'ouvrage situé à proximité immédiate de la gare de Morez supporte les deux voies des sections à voie unique Andelot-Morez et Morez-Saint-Claude ainsi que les appareils de voie assurant la jonction des deux sections de lignes. Il est situé au PK 48,996 (kilométrage Andelot-Morez) et au PK 49,328 (kilométrage Morez-Saint-Claude).
- Le viaduc de Morez  Inscrit MH[6],[7]

L'architecte de ce viaduc est Paul Séjourné (1851 -1939 - Ingénieur des PLM). Il est situé au point kilométrique 49,606 de la ligne d'Andelot-en-Montagne à La Cluse, à la sortie de la gare de Morez, sur la section de ligne de Morez à Saint-Claude.
C'est un viaduc courbe de 203 m de long qui enjambe la vallée de l'Évalude à 40 m de hauteur.  C'est le viaduc le plus imposant et le seul avec élégissements.

### Les trois souterrains
- Tunnel des Crottes

C'est un tunnel long de 69 m, situé entre les PK 44,716 et 44,785 de la ligne, en courbe de 180 m de rayon et en déclivité de 25 mm/m.
- Tunnel des Frasses

Le tunnel des Frasses avec ses 1 044 m de longueur, (du PK 46,354 au PK 47,398) est le plus long des trois tunnels du parcours de Morbier à  Morez. Son percement a été terminé en 1896 et il était totalement achevé en 1897. Sa mise en service a eu lieu le 1er juin 1900. C'est un tunnel courbe, en fer à cheval, d'un rayon de 220 m sur 866 m, suivi d'un alignement de 57 m et d'une nouvelle courbe d'un rayon de 180 m. La voie est en déclivité de 25 mm/m.
- Tunnel du Pâturage

C'est un tunnel long de 66 m situé entre les Pk 47,612 au Pk 47,678, en courbe, et en déclivité de 25 mm/m.

## Galerie photographique

Section de ligne de Morbier à Morez
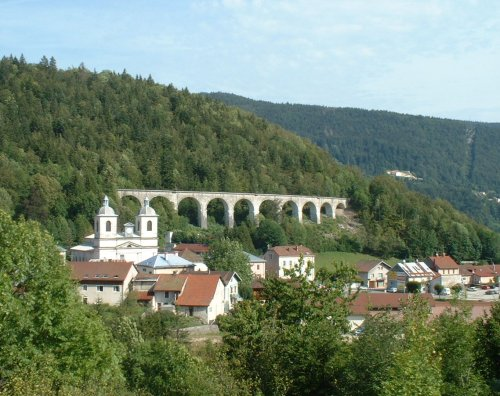
Le viaduc de Morbier.
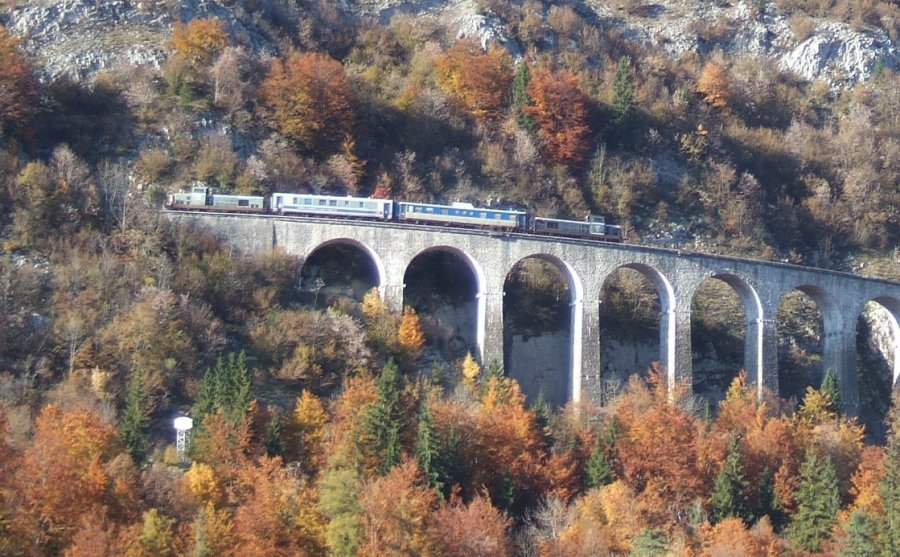
Le viaduc des Crottes entre Morbier et Morez.
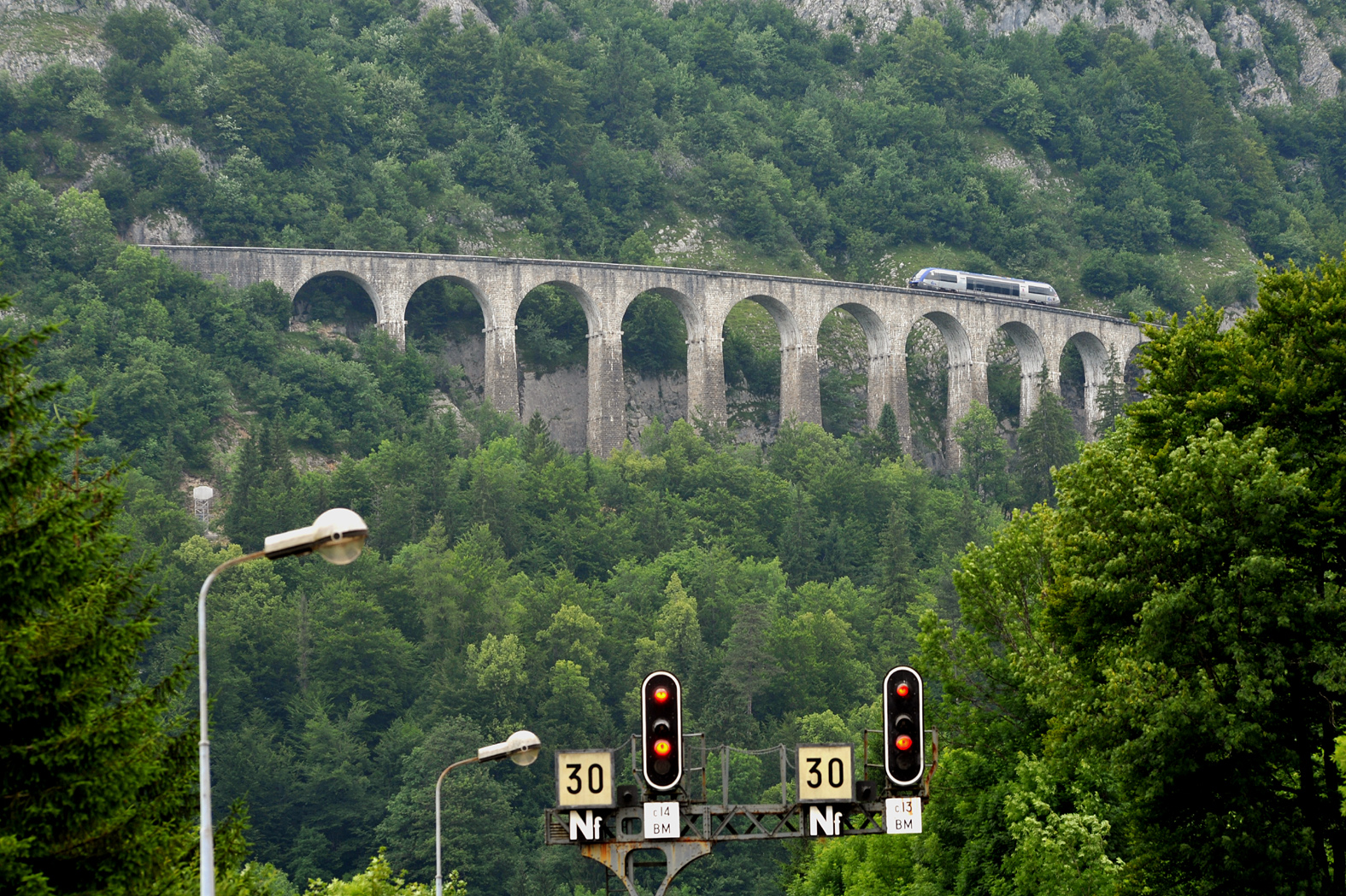
Le viaduc des Crottes entre Morbier et Morez.
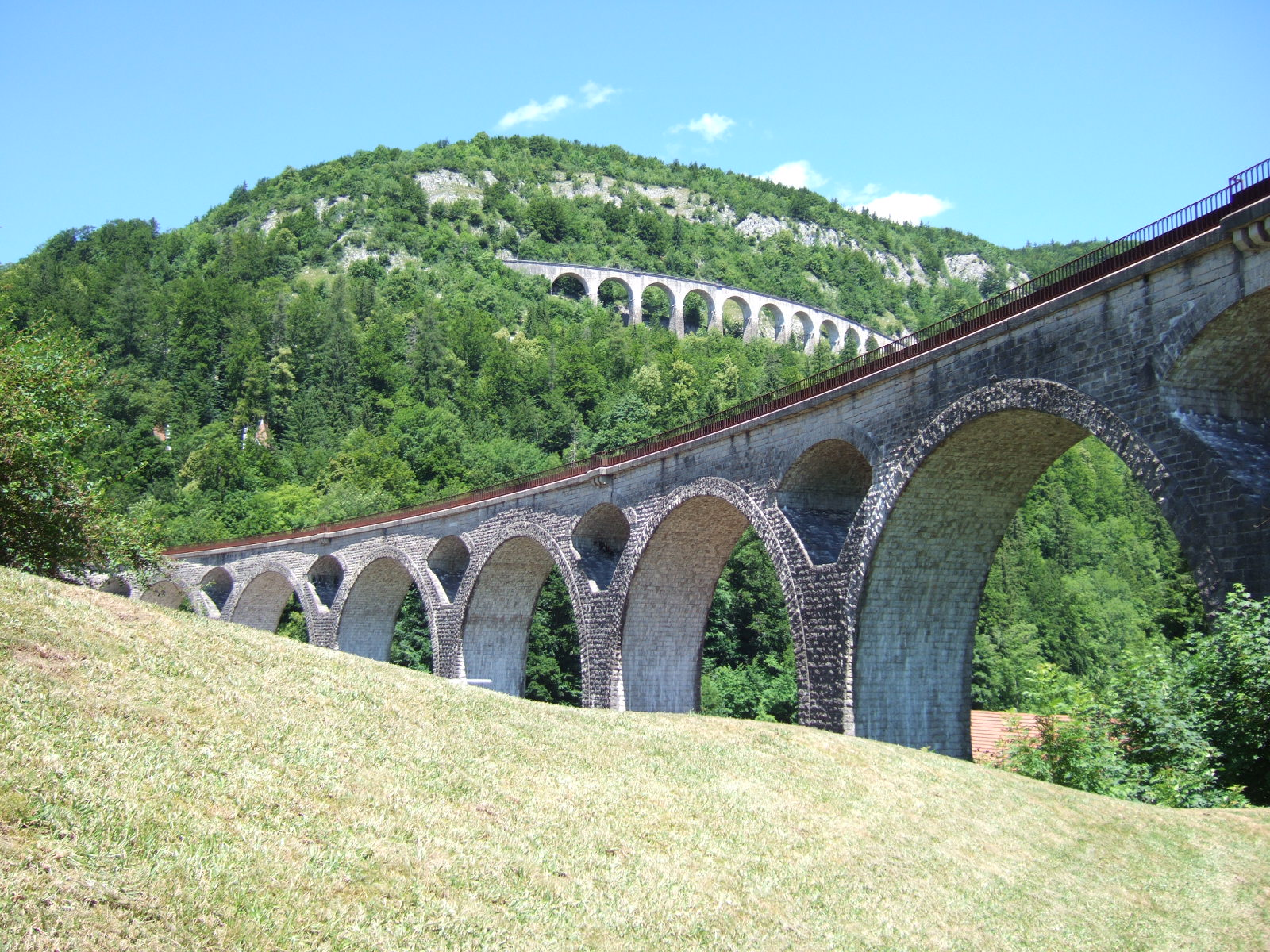
Le viaduc de Morez et au 2e plan le viaduc des Crottes.
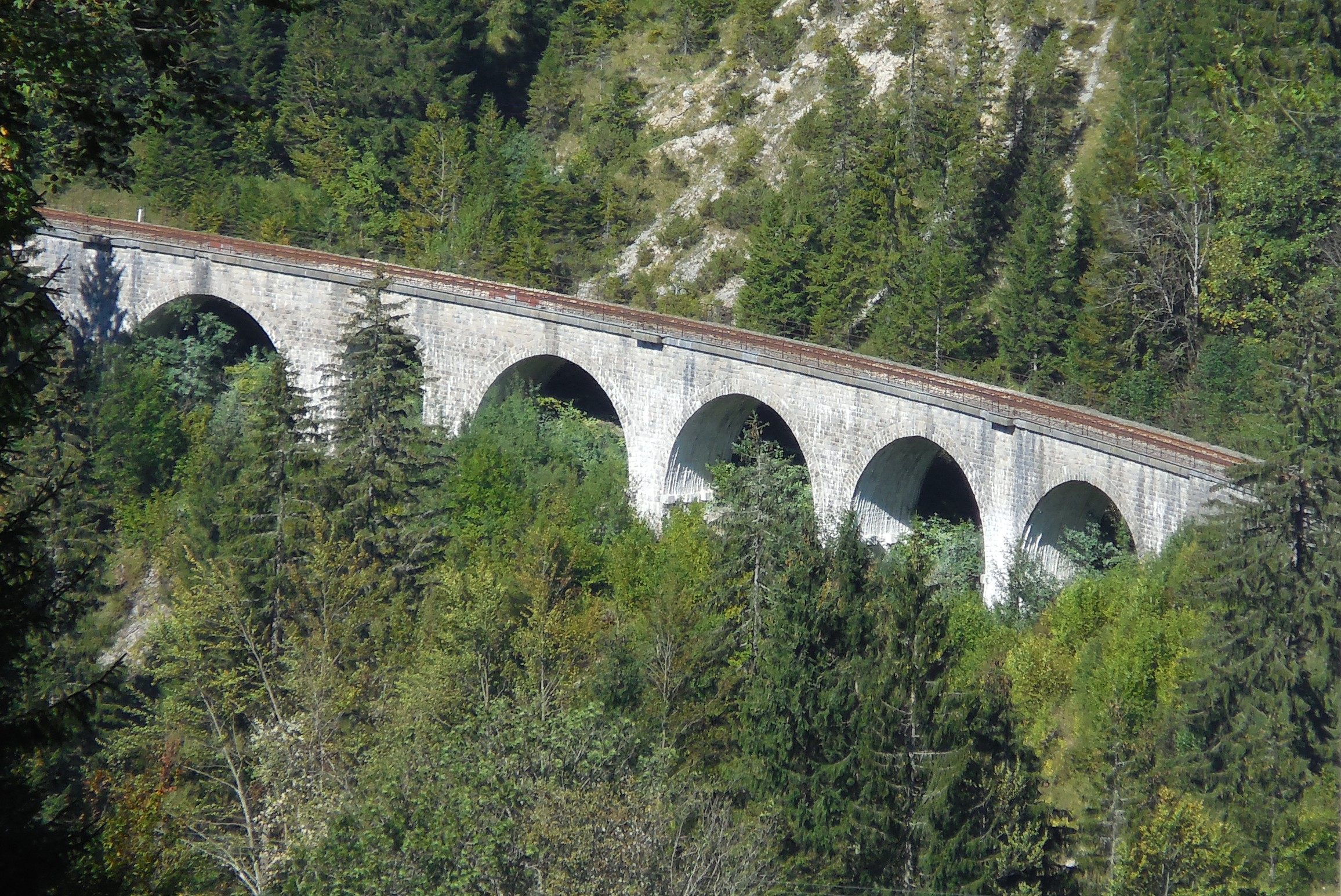
Viaduc de Romand.
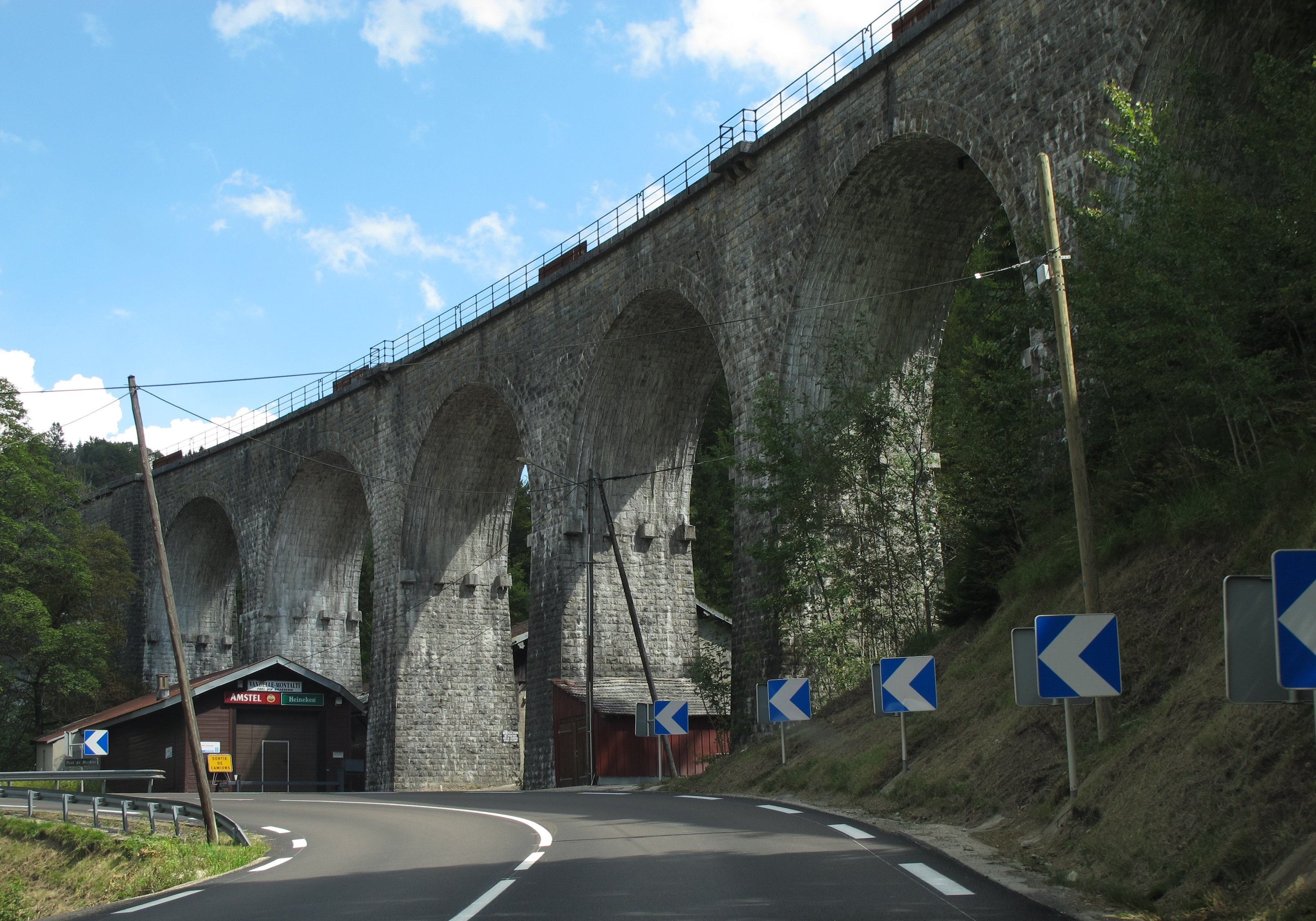
Viaduc de l'Évalude.
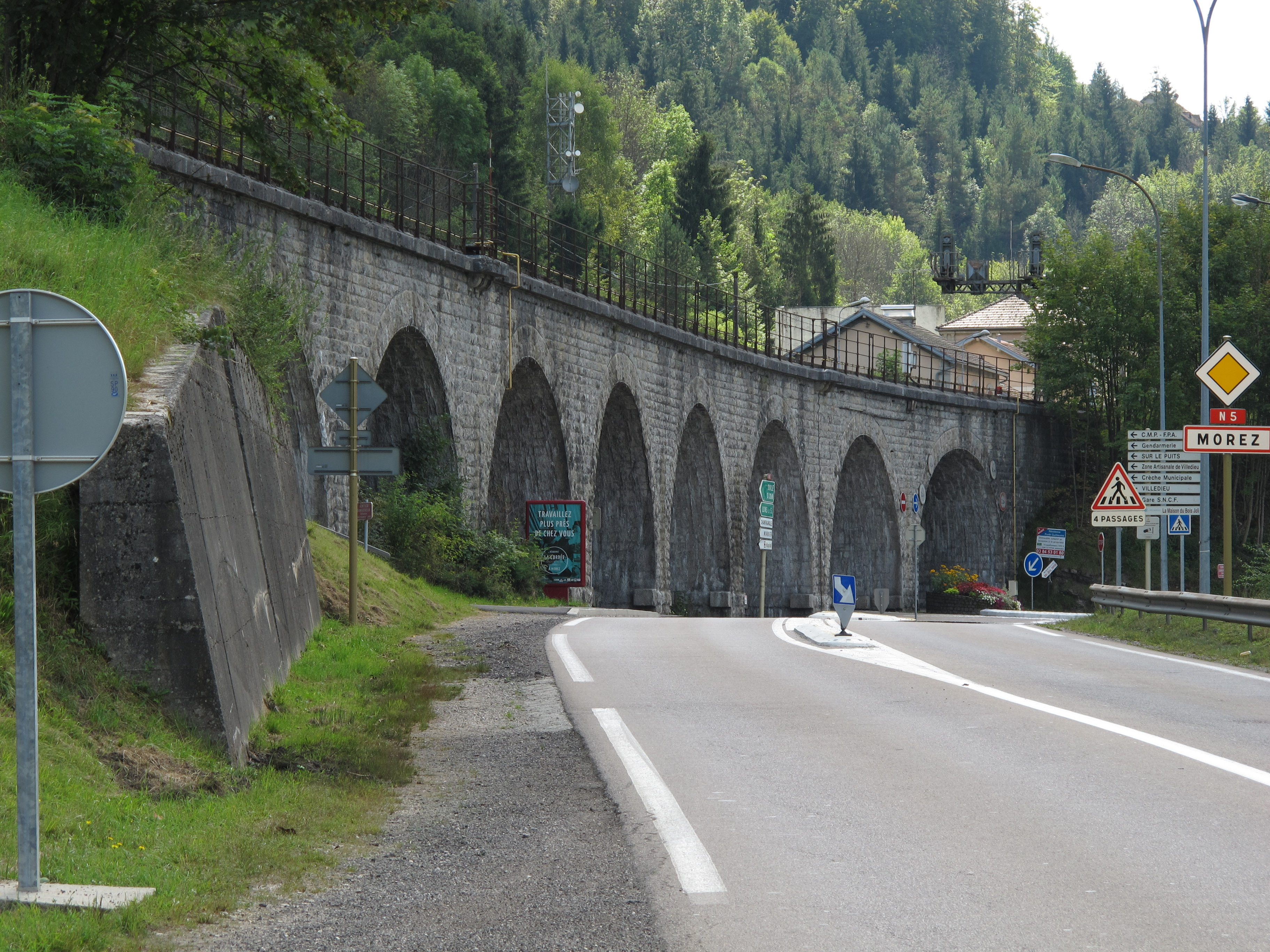
Viaduc de la Source.

Section de ligne de Morez à Saint-Claude
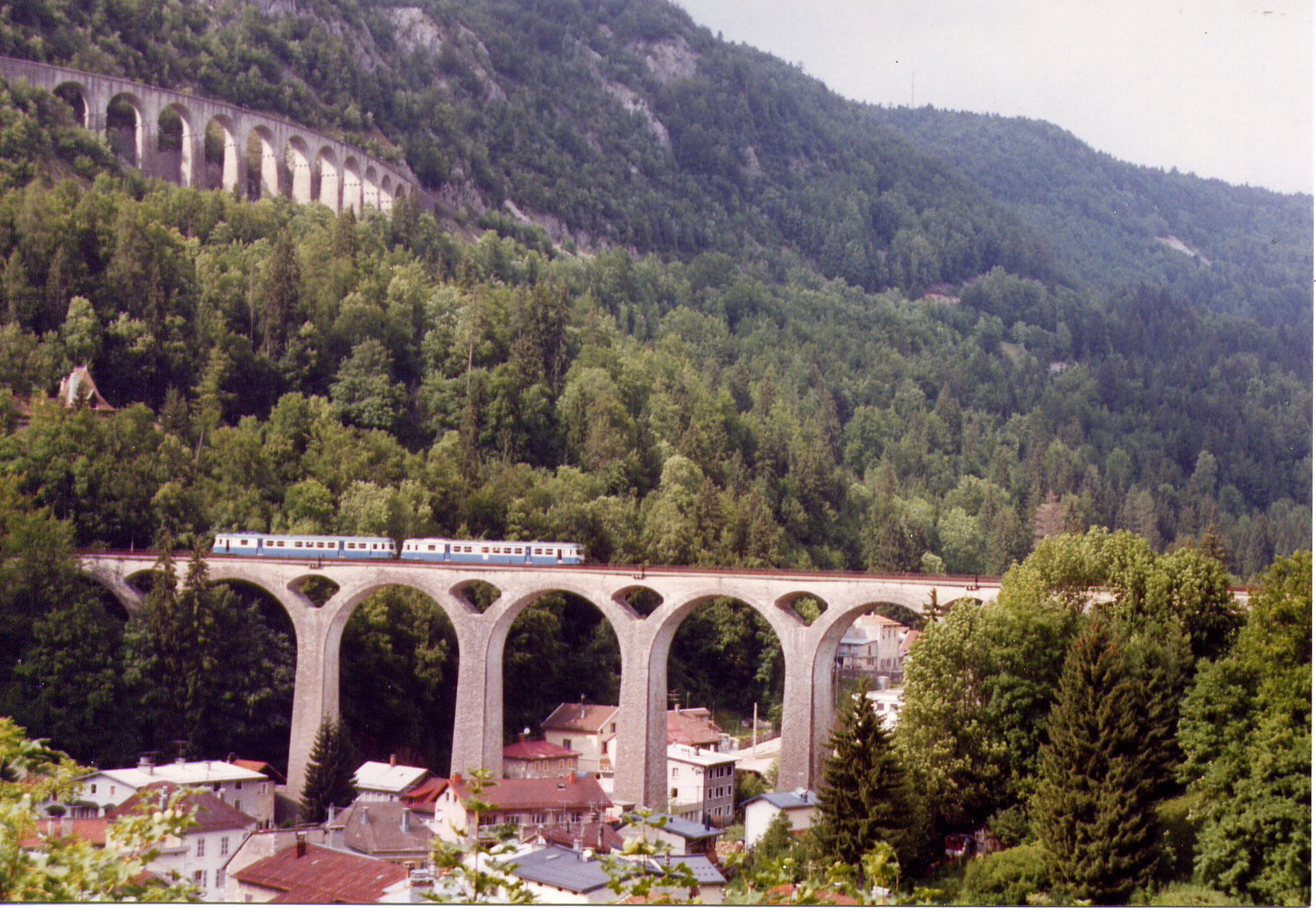
Départ d'un autorail X 2800 en UM vers Saint-Claude, sur le viaduc de Morez.
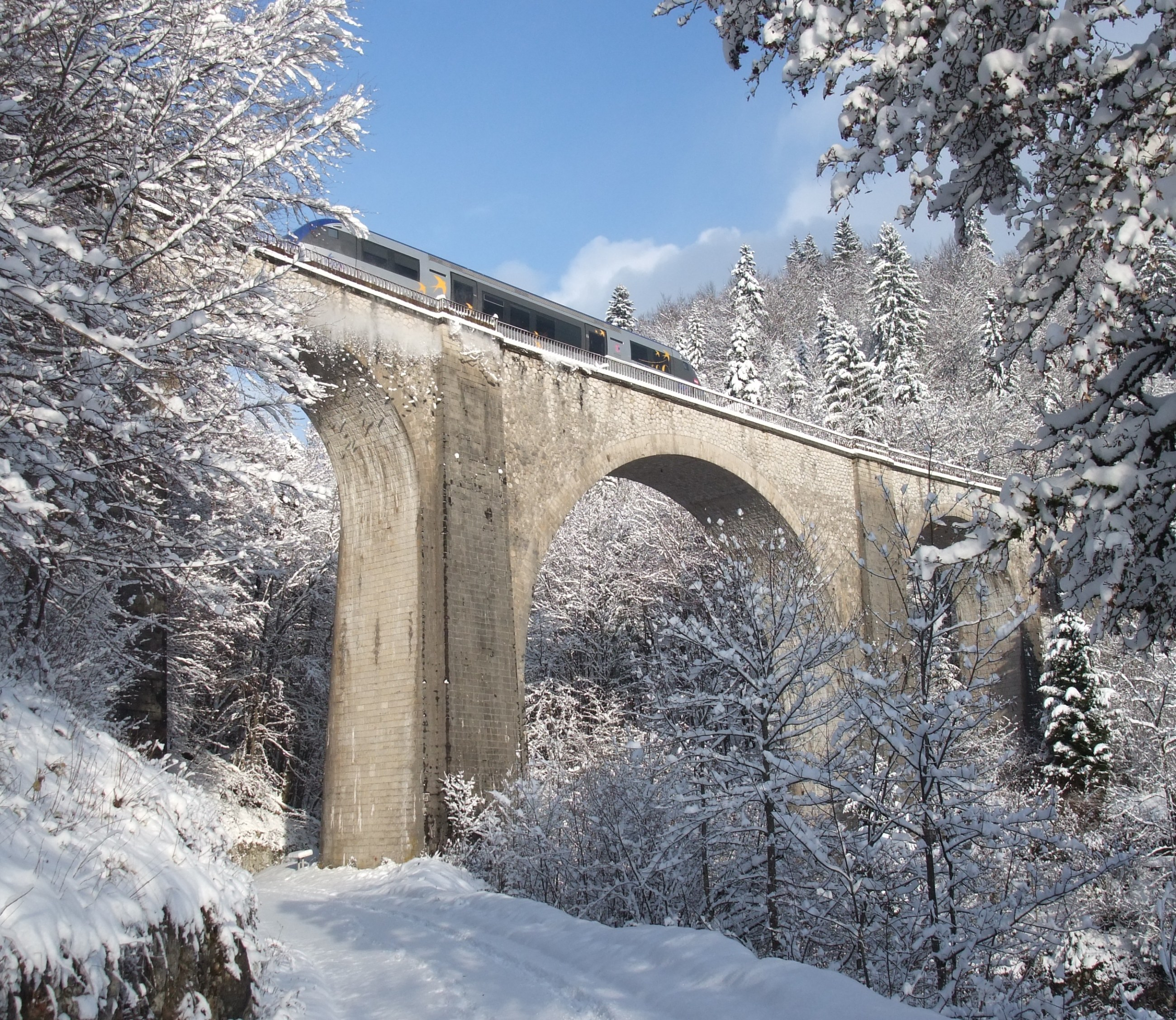
Le viaduc du Saillard. Section de ligne de Morez à Saint-Claude.
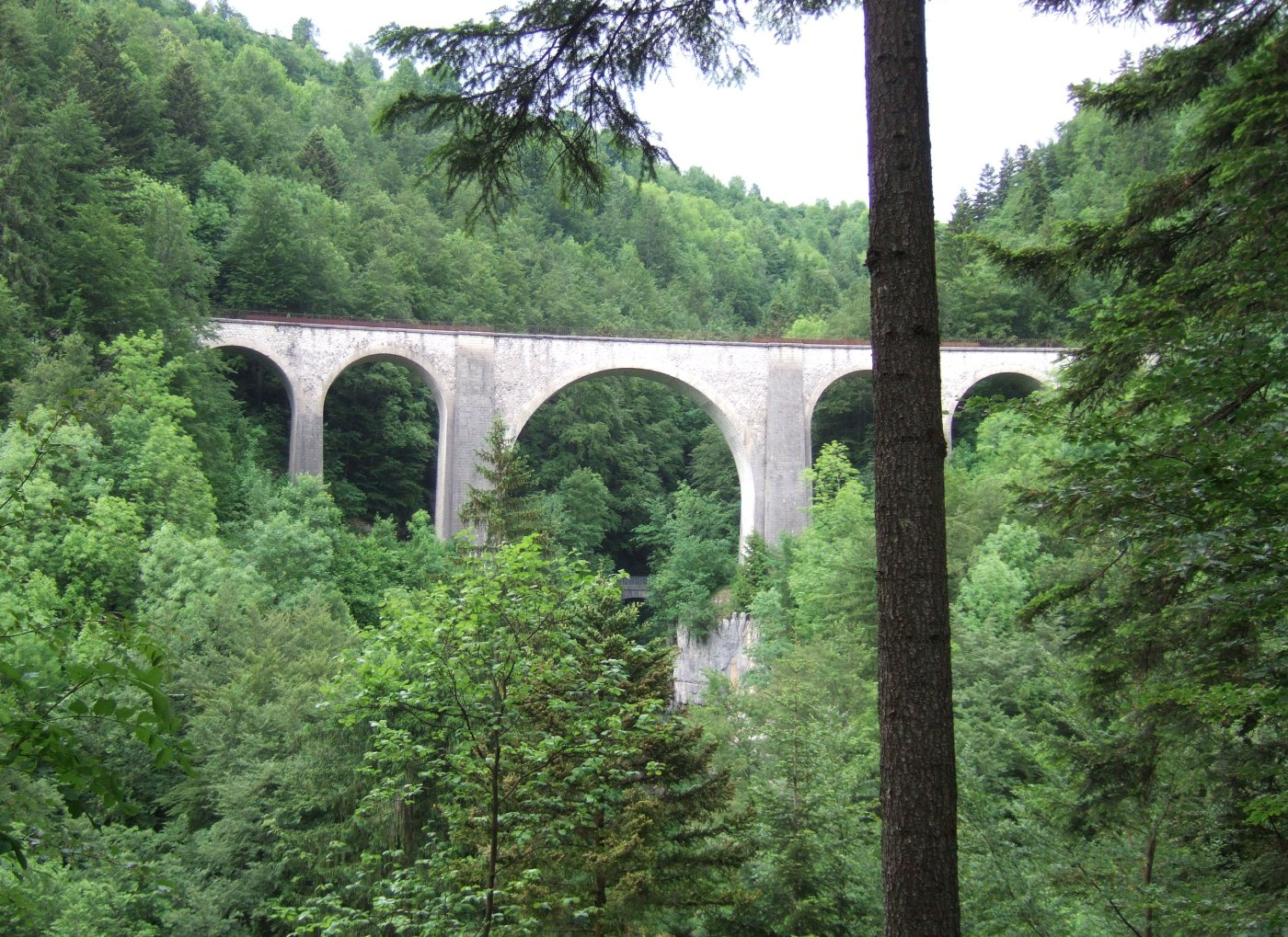
Le viaduc du Saillard en été. Section de ligne de Morez à Saint-Claude.